# Regina Mader
Regina Mader (Sankt Johann in Tirol, 23 marzo 1985) è un'ex sciatrice alpina austriaca.
In seguito al matrimonio ha assunto il cognome del coniuge e nell'ultimo scorcio della sua carriera (stagioni 2013-2015) si è registrata, nelle liste FIS, come Regina Sterz.

## Biografia

### Stagioni 2001-2010
Specialista delle prove veloci nata a Sankt Johann in Tirol e originaria di Erpfendorf di Kirchdorf in Tirol, la Mader iniziò a prendere parte a gare FIS nel novembre del 2000; in Coppa Europa  esordì il 10 febbraio 2003 a Oberwölz/Lachtal in slalom gigante, senza qualificarsi per la seconda manche, e ottenne il primo podio il 17 dicembre 2004, arrivando 3ª nel supergigante di Altenmarkt-Zauchensee. Nella medesima località, il 14 gennaio 2007, debuttò in Coppa del Mondo, giungendo 36ª in supercombinata.
Il 27 gennaio 2009 vinse a Götschen la sua prima gara di Coppa Europa, uno slalom gigante, e l'anno dopo prese parte ai suoi primi Giochi olimpici invernali, Vancouver 2010, classificandosi 14ª nella discesa libera. Un mese dopo colse la sua seconda e ultima vittoria in Coppa Europa, nel supergigante disputato l'11 marzo a Tarvisio.

### Stagioni 2011-2015
Il 12 gennaio 2011 salì per l'ultima volta sul podio in Coppa Europa (3ª nella discesa libera di Altenmarkt Zauchensee) e nella stessa stagione esordì ai Campionati mondiali: nella rassegna iridata di Garmisch-Partenkirchen fu 23ª nella discesa libera. Il 19 gennaio 2013 a Cortina d'Ampezzo ottenne il 5º posto in discesa libera, piazzamento che sarebbe rimasto il suo migliore in Coppa del Mondo e che avrebbe replicato altre due volte.
Ai Mondiali di Schladming 2013, sua ultima presenza iridata, fu 18ª nella discesa libera e 17ª nel supergigante, mentre ai XXII Giochi olimpici invernali di Soči 2014, congedo olimpico della Mader, si classificò 11ª nel supergigante; chiuse la carriera in occasione del supergigante di Coppa del Mondo disputato a Méribel il 19 marzo 2015, arrivando 16ª.

## Palmarès

### Coppa del Mondo
- Miglior piazzamento in classifica generale: 24ª nel 2014

### Coppa Europa
- Miglior piazzamento in classifica generale: 7ª nel 2006
- 8 podi:
  - 2 vittorie
  - 6 terzi posti

#### Coppa Europa - vittorie
| Data            | Località | Paese    | Specialità |
| --------------- | -------- | -------- | ---------- |
| 27 gennaio 2009 | Götschen | Germania | GS         |
| 11 marzo 2010   | Tarvisio | Italia   | SG         |

Legenda:
SG = supergigante
GS = slalom gigante

### Australia New Zealand Cup
- Miglior piazzamento in classifica generale: 14ª nel 2013
- 1 podio:
  - 1 secondo posto

### Campionati austriaci
- 1 medaglia[2]:
  - 1 argento (combinata nel 2003)

### Campionati austriaci juniores
- 5 medaglie[2]:
  - 2 argenti (supergigante nel 2003; slalom speciale nel 2004)
  - 3 bronzi (discesa libera nel 2002; discesa libera nel 2003; supergigante nel 2004)